# Clonaslee Eskers and Derry Bog SAC
Clonaslee Eskers and Derry Bog SAC este o arie protejată (arie specială de conservare — SAC, sit de importanță comunitară — SCI) din Irlanda întinsă pe o suprafață de 277,15 ha, integral pe uscat.

## Localizare
Centrul sitului Clonaslee Eskers and Derry Bog SAC este situat la coordonatele 53°09′39″N 7°36′28″W / 53.1609°N 7.6078°V.

## Înființare
Situl Clonaslee Eskers and Derry Bog SAC a fost declarat sit de importanță comunitară în septembrie 2000 pentru a proteja 1 specie de animale. Situl a fost protejat și ca arie specială de conservare în martie 2022.

## Biodiversitate
Situată în ecoregiunea atlantică, aria protejată conține 3 habitate naturale: Pajiști uscate seminaturale și facies de acoperire cu tufișuri pe substraturi calcaroase (Festuco-Brometalia) (* situri importante pentru orhidee), Izvoare petrifiante cu formare de travertin (Cratoneurion), Mlaștini alcaline.
La baza desemnării sitului se află o specie protejată de  nevertebrate: Vertigo geyeri.
Pe lângă speciile protejate, pe teritoriul sitului au mai fost identificate 3 specii de plante.